# International MaxxPro
International MaxxPro (M1224) — американський колісний бронетранспортер з захистом від мін та засідок (MRAP). Розроблений компанією Navistar Defense (дочірнє підприємство Navistar International) разом з ізраїльською компанією Plasan Sasa Ltd, яка виробляє захист корпусу. Захист MaxxPro відповідає критеріям програм MRAP Корпусу морської піхоти США та MMPV (англ. Medium Mine Protected Vehicle) армії США.

## Історія

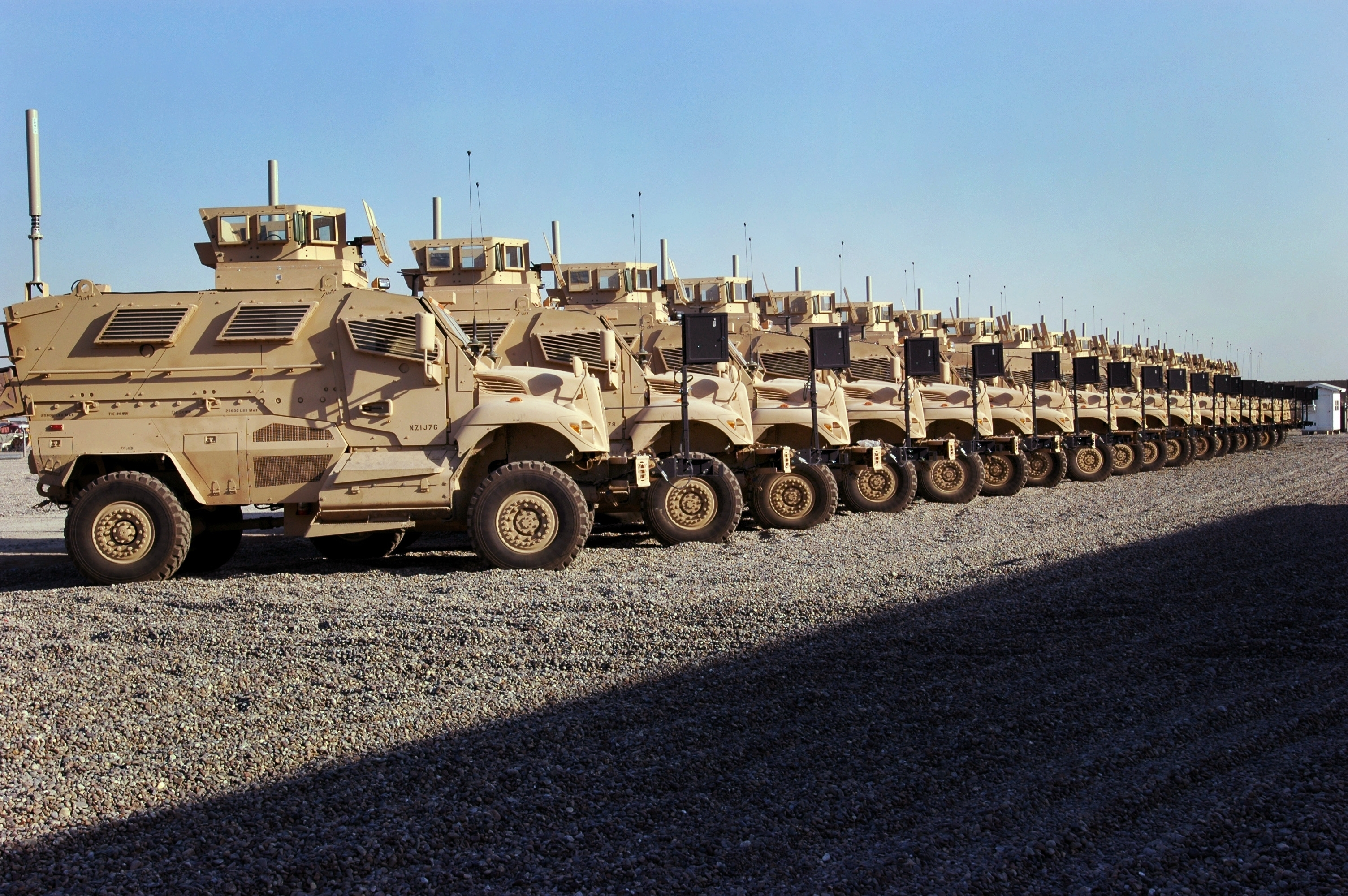
Перші MaxxPro в Іраку. 4 листопада 2007

Через значне зростання використання в Іраку наземних мін, стрілецької зброї (7,62 мм), саморобних вибухових пристроїв виникла потреба підвищення стійкості транспортних засобів до них. У 2006 було оголошено конкурс на побудову панцирних транспортних засобів із захистом проти мін, стрілецької зброї з засад (англ. Mine Resistant Ambush Protected, MRAP). У березні 2007 два прототипи MaxxPro пройшли випробовування на Абердинському полігоні. До літа 2007 внаслідок випробувань замовлення на виготовлення таких машин отримали компанії Force Protection Inc, BAE Systems, Stewart & Stevenson, General Dynamics, Navistar Defense, котра згідно угоди з Корпусом морської піхоти США від 31 травня 2007 мала поставити 1200 машин 1 категорії захисту до лютого 2008 вартістю 623 млн доларів. Згодом замовлення збільшили до 4471 машин вартістю 2,7 млрд. доларів (45 % усіх машин і 66 % машин категорії 1 MRAP).
Компанія Navistar 19 вересня 2012 отримала замовлення на модернізацію до червня 2013 понад 2300 машин до версії MaxxPro Dash ISS вартістю 282 млн доларів. Має бути встановлена нова незалежна підвіска Diamond Xtream Mobility, що є дешевшим за купівлю нових машин.
З 9000 MaxxPro, куплених у 2007—2011 роках, через скорочення бюджету Армія США планує залишити близько 3000 машин MaxxPro MRAP, які можуть перебудувати у мобільні командні пункти, електрогенератори, транспортери мінометів.

### Конструкція

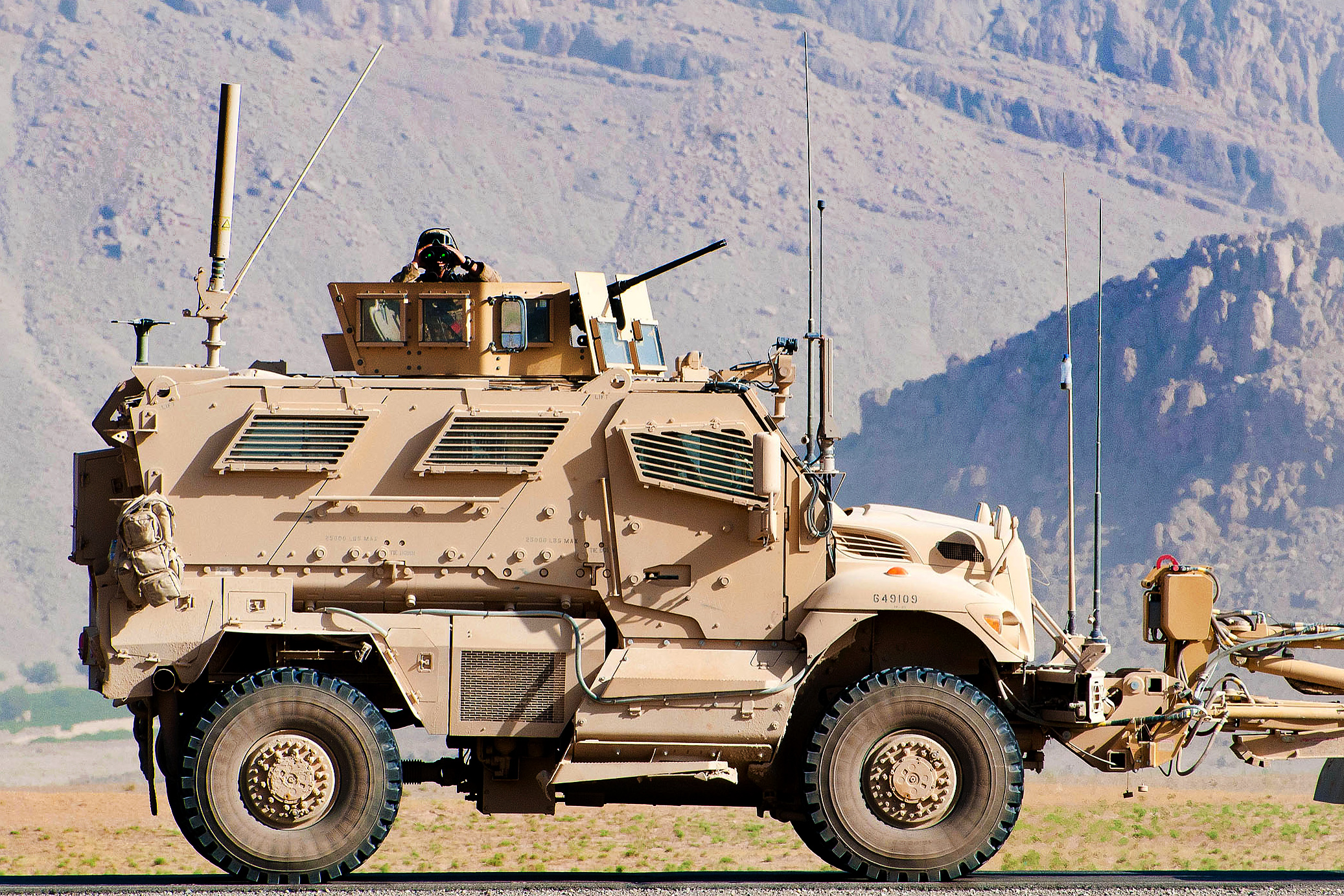
MaxxPro в Афганістані.2012

MaxxPro відноситься до 1 і 2 категорії захисту стандарту STANAG 4569 в залежності від компоновки. Більшість проданих машин належала до 1 категорії. Для більшої вантажопідйомності MaxxPro Plus виготовляється з подвійними задніми колесами. Захищений панцирний корпус з V-подібним дном монтується на незахищеному шасі International WorkStar 7000. Форма днища спрямовує силу вибуху в сторону від кабіни, де перебуває екіпаж машини. Шасі витримує вибух 7 кг ТНТ без значних пошкоджень. Шасі збирають з доступних комплектуючих, що забезпечує швидкий ремонт і ТО. Захищена капсула не має зварної конструкції. Її панцирні плити кріпляться на болтах, що полегшує ремонт і збирання машин на підприємстві.

## Модифікації

### AMPV
Компанія Navistar Defens планує модернізувати MaxxPro для заміщення бронетранспортерів M113 згідно програми заміщення Armored Multi-Purpose Vehicle, для чого необхідно створити 5 різновидів машини. Інші претенденти вважають, що заміна має бути на гусеничному рушію, приєднуючись до критиків бойових машин Stryker. Navistar Defens наводить аргумент економії коштів при перебудові більш захищених існуючих машин проти будівництва нових. Спеціалісти, вважають, що постачання машин-замінників М113 розпочнеться не раніше 2020 року.

### MaxxPro Plus (M1234)

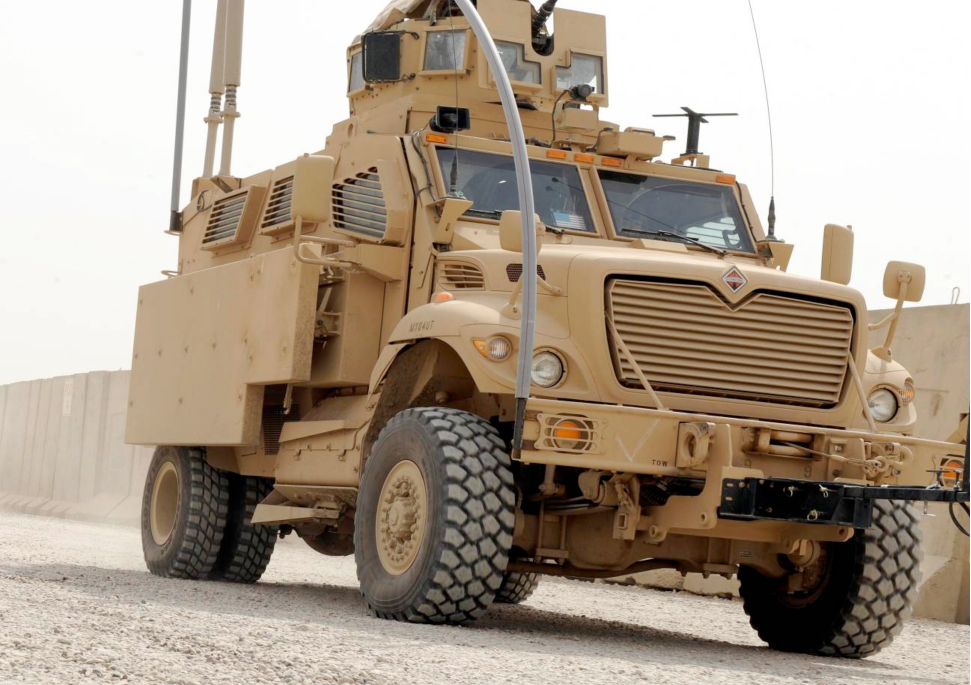
MaxxPro Plus

Модифікація з потужнішим мотором (375 к.с.), більшим корисним навантаженням, удосконаленою системою захисту Frag Kit 6 була презентована 16 червня 2008.

### MaxxPro Plus Ambulance
Амбулаторія на модернізованому шасі

### MaxxPro Dash (M1235)

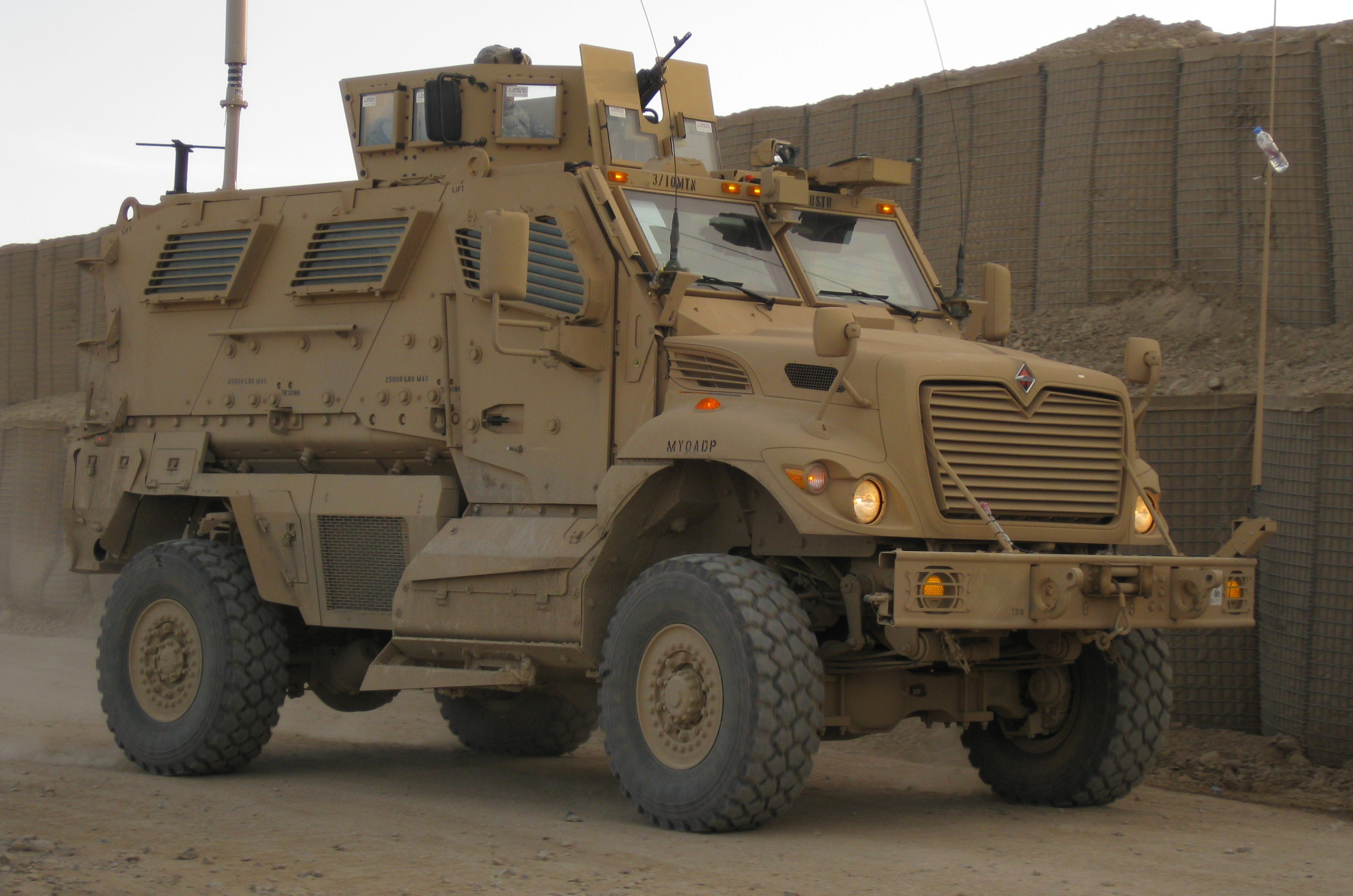
MaxxPro Dash

Корпус морської піхоти США уклав угоду з Navistar 4 вересня 2008 на розробку і постачання до лютого 2009 більш легкого, мобільного і менш схильного до перекидання 822 MaxxPro з меншим радіусом повороту і більш високим відношенням потужності мотора (375 к.с.) до ваги.

### MaxxPro Dash DXM (M1235A1)
Машина з поліпшеною системою підвіски DXM

### MaxxPro Dash DXM Ambulance
Виготовлення 250 амбулаторій за 183 млн доларів з підвіскою DXM (угода 5 травня 2011).

### MaxxPro XL

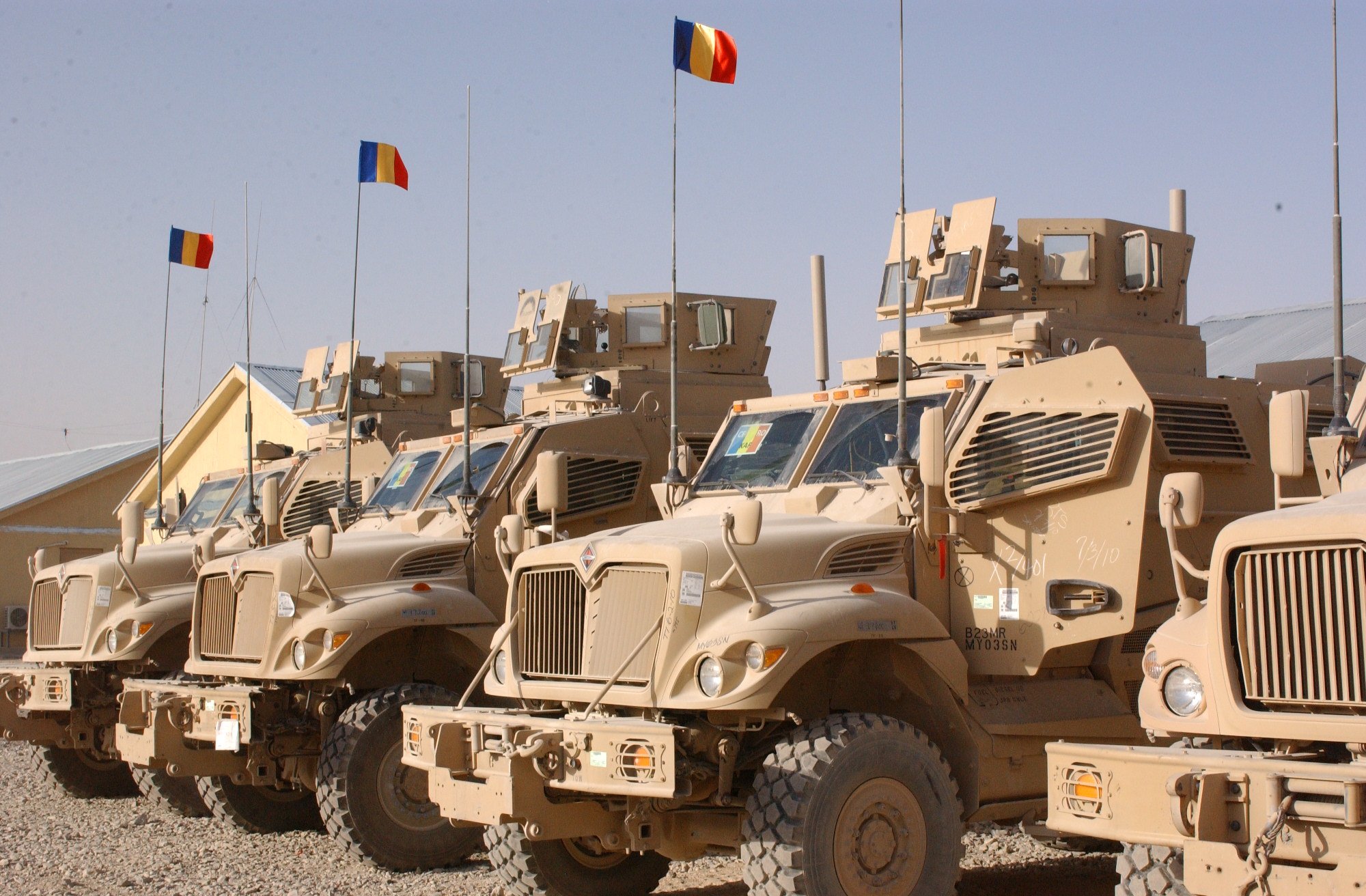
MaxxPros румунського батальйону

Більша версія MaxxPro 2 категорією захисту кузова на 10 осіб. На борт 3 кулестійкі вікна замість 2.

### MRV
250 евакуаційних машин з можливістю ремонту пошкоджених Navistar's MaxxPro: 1st Place in MRAP Orders (англ.) [Архівовано 10 жовтня 2017 у Wayback Machine.]. 140 MaxxPro згідно замовлення від 18 липня 2011 повинні отримати захисні сітки від РПГ.

### MCOTM

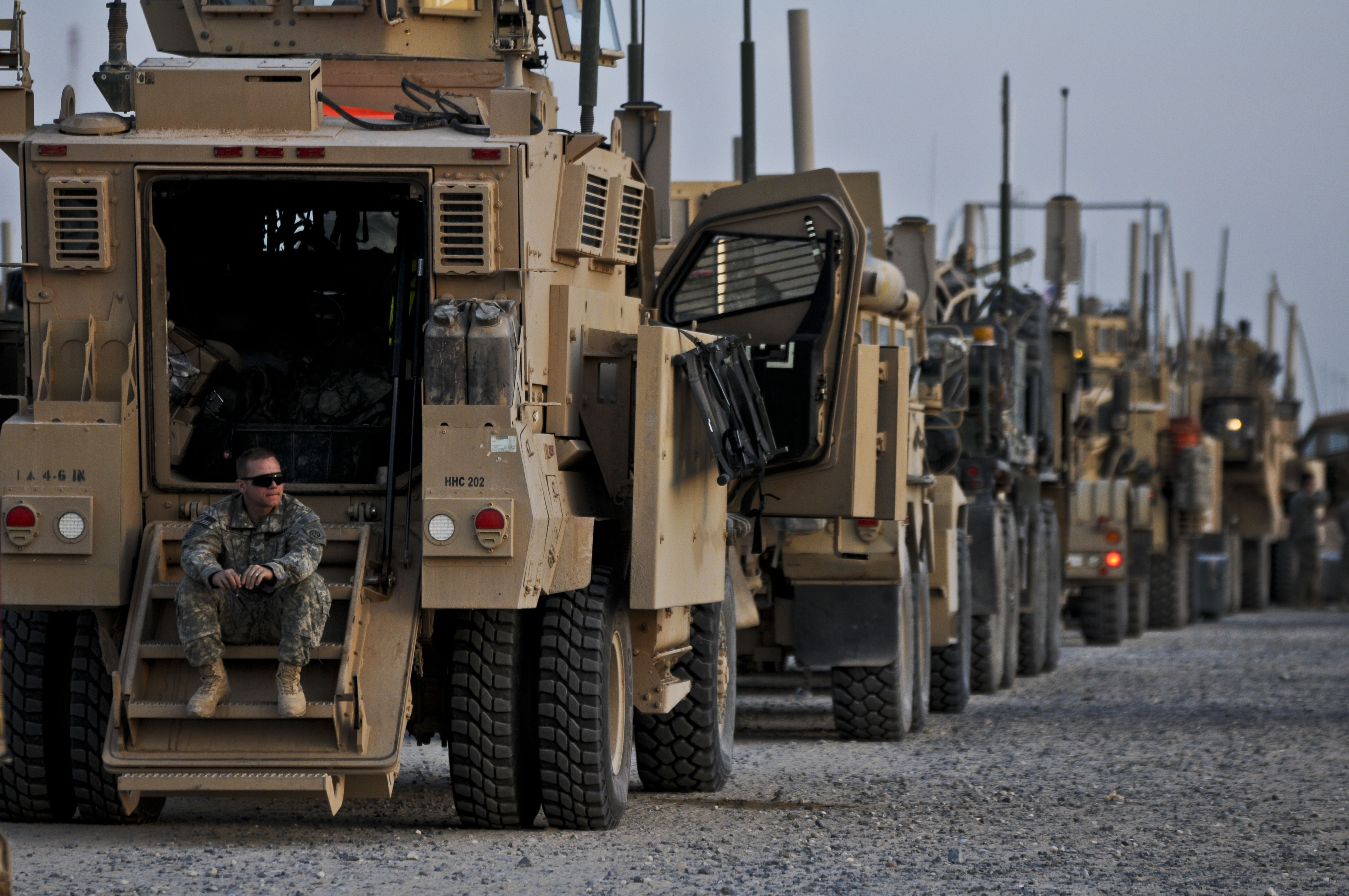
Задні двері-трап MaxxPro

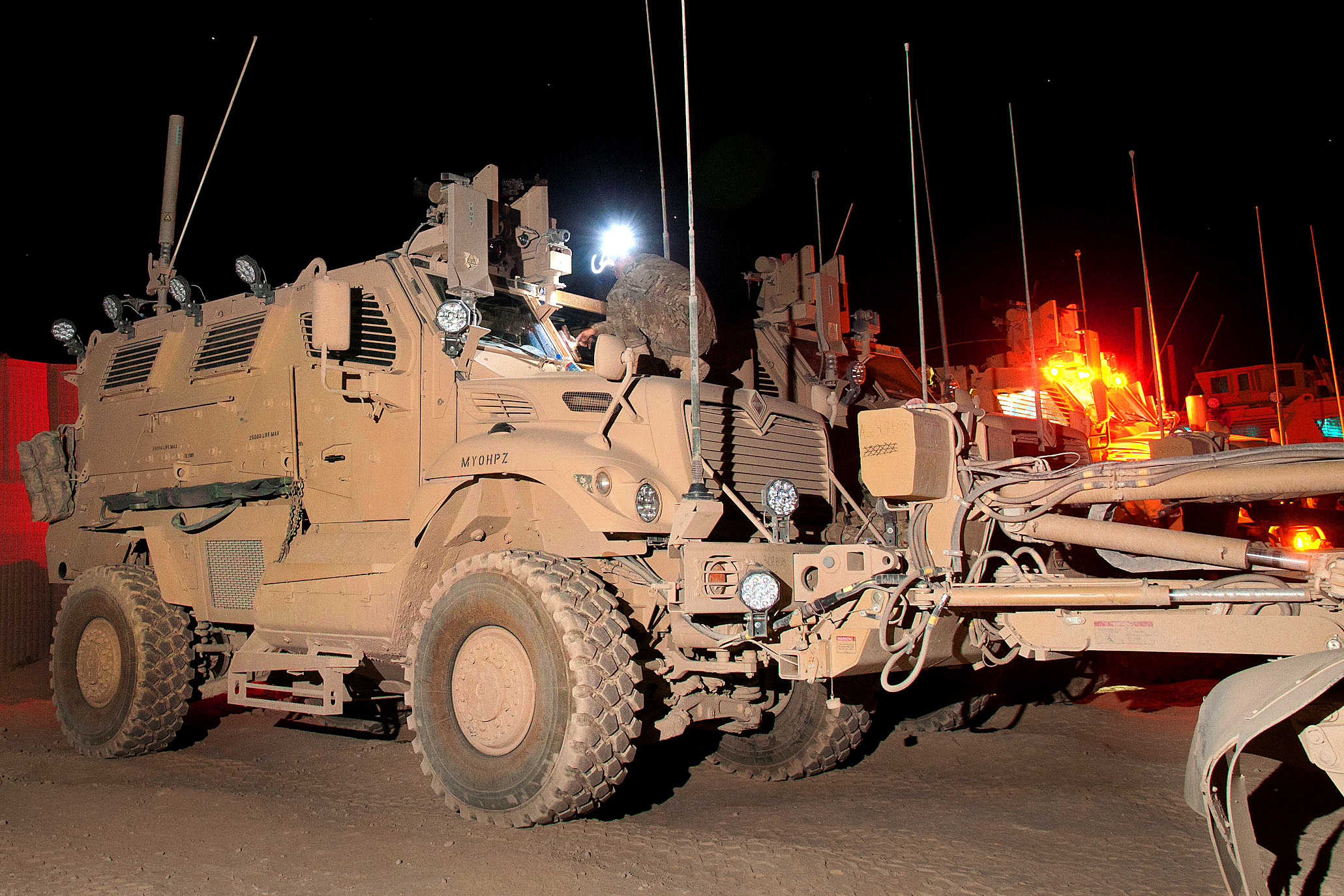
З протимінним тралом

Рухомий командний пункт (англ. Mission Command on the Move (MCOTM)) розрахований на 5 осіб. Обладнаний моніторами, комп'ютерами, засобами зв'язку, спостереження, генератором на 120 кВт, що виключає необхідність наявності причіпу з генератором.

## Бойове застосування

### Російсько-українська війна
В першій половині серпня 2022 року в соціальних мережах були поширені фото та відео використання даних бронеавтомобілів українськими військовими.

## Оператори
- Україна: передані США в рамках МТД для відбиття російської агресії з 2022 року.
  - Морська піхота України[11]

## Галерея

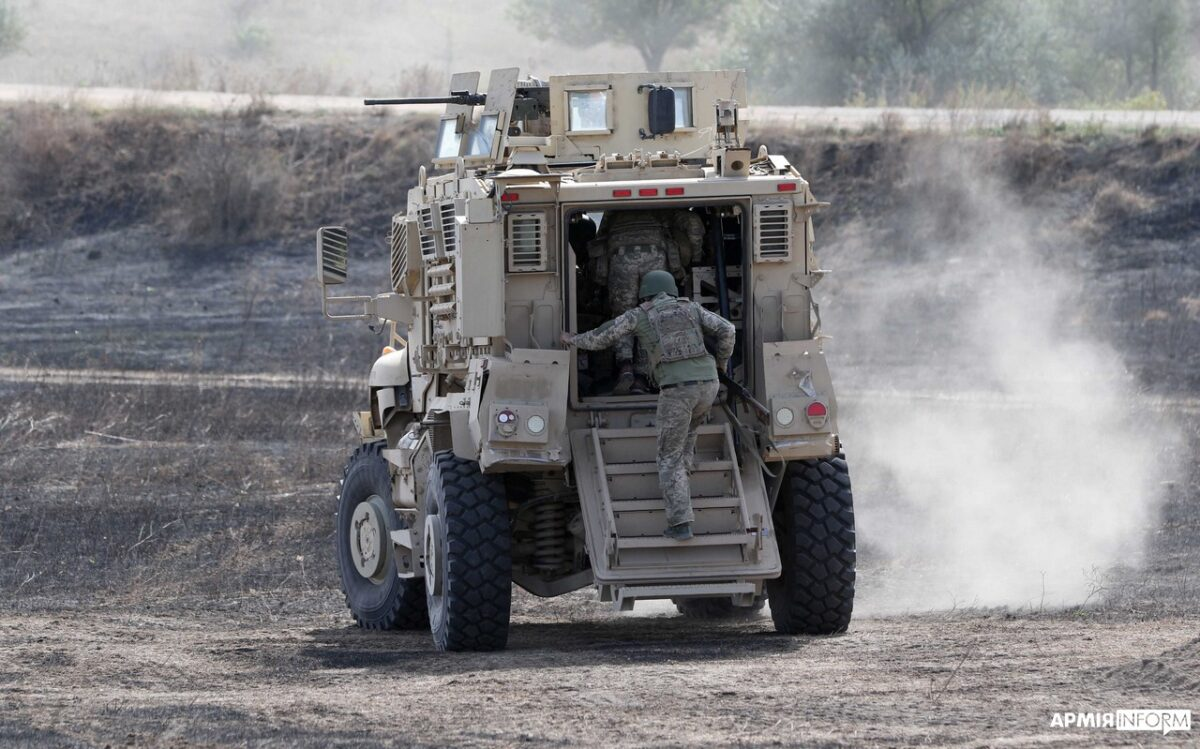
MaxxPro української морської піхоти
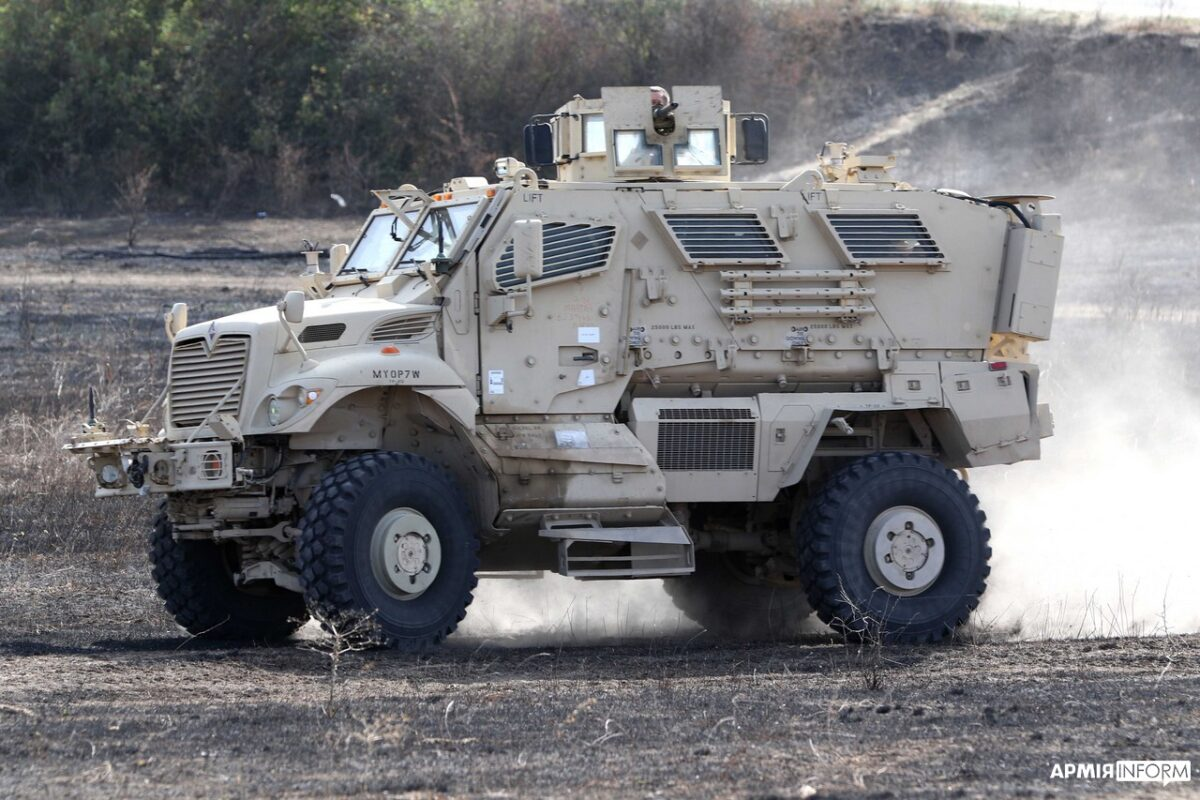
MaxxPro української морської піхоти